# Historie – Otázky – Problémy
Historie – Otázky – Problémy (v angličtině History – Questions – Issues) je periodikum Ústavu českých dějin Filozofické fakulty Univerzity Karlovy. Časopis se zaměřuje hlavně na historii českých zemí a střední Evropy od raného středověku po soudobé dějiny. Krom pojednávání o historických tématech v jejich politických, kulturních, sociálních a hospodářských aspektech, nabízí časopis také poznatky z dějin historiografie a vhledy do současného vývoje metodologie historické vědy a didaktiky dějepisu. Tyto studie doplňují i obsáhlejší anotace nejnovějších obhájených studentských prací, zprávy z proběhlých konferencí a recenze odborných publikací z okruhu zájmu časopisu. 
Jako všechny časopisy z produkce Vydavatelství Filozofické fakulty Univerzity Karlovy vychází i časopis Historie – Otázky – Problémy od roku 2015 zcela v režimu Open Access a jeho digitální podoba je tedy čtenářům volně dostupná z webových stránek.